# Ombretta Colli
Ombretta Colli, występująca pod pseudonimem Ombretta Comelli (ur. 21 września 1943 w Genui) – włoska pieśniarka, aktorka i polityk, była eurodeputowana i senator.

## Życiorys
W 1960 zajęła drugie miejsce w konkursie Miss Włoch, zaczęła następnie karierę filmową. Grała różne role m.in. w filmach historycznych. Pomiędzy 1971 a 1984 wydała cztery albumy muzyczne, współpracowała z Frankiem Battiato. Występowała jako prowadząca w programach telewizyjnych, takich jak Stryx i Canzonissima.
Początkowo działała we Włoskiej Partii Socjalistycznej, karierę polityczną rozpoczęła jednak w połowie lat 90. po przystąpieniu do Forza Italia, Silvia Berlusconiego. Sprawowała mandat posłanki do Izby Deputowanych XII kadencji. Od 1994 do 1999 była deputowaną do Parlamentu Europejskiego, należącą do grupy Europejskiej Partii Ludowej.
W 1999 wybrano ją na prezydenta prowincji Mediolan, urząd ten sprawowała do 2004, przegrywając z kandydatem lewicy. W 2006 i 2008 była wybierana do Senatu XV i XVI kadencji, odpowiednio z listy FI i Ludu Wolności. W 2012 złożyła mandat, obejmując kilka miesięcy wcześniej stanowisko w administracji regionalnej Lombardii.

## Dyskografia
- 1971: Viva l'ammore!
- 1975: Una donna due donne un certo numero di donne
- 1983: A Marilyn
- 1984: Una donna tutta sbagliata

## Wybrana filmografia
- 1962: Il gladiatore di Roma
- 1963: Il figlio di Spartacus
- 1963: Horror
- 1964: Maciste alla corte dello zar
- 1965: I diavoli dello spazio
- 1966: Il pianeta errante
- 1967: La morte viene dal pianeta Aytin
- 1979: Le buone notizie
- 1980: Il lupo e l'agnello
- 1980: La terrazza
- 1980: Arrivano i bersaglieri